# 송곡서원 (충남)
송곡서원(松谷書院)은 대한민국 충청남도 서산시 인지면에 있는, 서산 정씨 시조인 정신보의 학문과 덕행을 기리기 위해 세운 서원이다. 1984년 5월 17일 충청남도의 문화재자료 제207호로 지정되었다.

## 개요
서산 정씨 원조(元祖)인 정신보(鄭臣保)의 학문과 덕행을 기리기 위해 세운 서원이다. 정신보는 원래 중국 송나라 사람으로 나라가 망하자, 고려로 망명한 후 서산에 정착하여 살았다.
숙종 20년(1694)에 세운 후 흥선대원군의 서원철폐령으로 고종 8년(1871)에 해체되었다가 1910년 유양목 등 유림이 복원하였다.
경내에는 선현의 제사를 지내는 사당과 기숙사인 동재·서재, 출입문 등이 있다. 사당은 정신보와 추가로 모신 8분의 유학자(정인경·유방택·윤황·유백유·유박순·유윤·김적·김위재)를 포함하여 총 9명의 위패를 모시고 있다.
앞면 3칸·옆면 2칸 규모의 건물로, 지붕은 옆면에서 볼 때 여덟 팔(八)자 모양인 팔작지붕으로 꾸몄다.
이 서원은 지방 교육의 일익을 담당하던 기능은 없어지고, 지금은 해마다 2월과 8월에 제사를 지내고 있다.

## 같이 보기
- 서산 송곡서원 향나무 - 천연기념물 제553호

## 참고 문헌
- 송곡서원 - 국가유산청 국가유산포털

서산정씨 대종회http://seosanjeong.com/page_wblZ88/2617